# Nitsana Darshan-Leitner

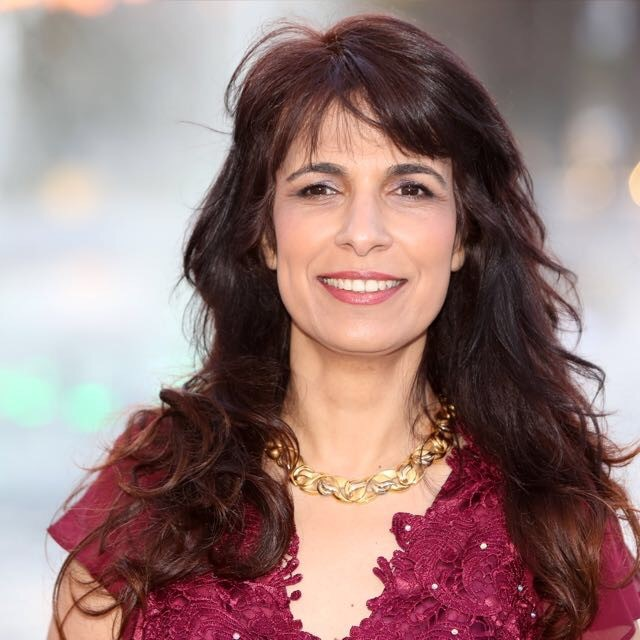
Nitsana Darshan-Leitner

Nitsana Darshan-Leitner (hebräisch ניצנה דרשן-לייטנר; geboren 1973 in Petach Tikwa) ist eine israelische Rechtsanwältin und Menschenrechtsaktivistin. In internationalen Gerichtsverfahren vertritt sie Opfer von Terrorismus gegen Terrororganisationen und deren Unterstützer. Sie genießt den Ruf als die prominenteste Antiterroranwältin Israels und wurde für ihre Verdienste mit zahlreichen Auszeichnungen geehrt. Die von ihr gegründete zivilgesellschaftliche Organisation Shurat HaDin setzt sich aktiv dafür ein, Antisemitismus und antiisraelischen Extremismus zu bekämpfen.

## Leben und Wirken
Nitsana Darshan-Leitner absolvierte ihr Studium mit einem Bachelor-Abschluss an der Bar-Ilan-Universität und erwarb anschließend einen Master-Abschluss an der University of Manchester. Darshan-Leitner ist verheiratet und Mutter von sechs Kindern.
Nitsana Darshan-Leitner ist die Gründerin der durch Spenden finanzierten zivilgesellschaftlichen Organisation Shurat HaDin und zählt zu den renommiertesten Anti-Terror-Anwältinnen in Israel. Sie war die Erste, die nach der zweiten Intifada erfolgreich die Palästinenserführung (PLO) auf Schadensersatz für die Opfer von terroristischen Verbrechen verklagte. Shurat HaDin, hebräisch für „Buchstabe des Gesetzes“, wurde 2003 gegründet. Die Organisation vertrat Hunderte von Terroropfer in Gerichtsverfahren gegen Terrororganisationen und deren Unterstützer wie der Hamas, den Islamischen Dschihad, die PLO, die Palästinensische Autonomiebehörde und konnte Entschädigungen in Millionenhöhe durchsetzen. Nach eigenen Angaben vertritt Darshan-Leitners Organisation das Motto: „Bankrott des Terrorismus – eine Klage nach der anderen!“ und bearbeitet verschiedene Zivilklagen. Fälle, die in israelischen, amerikanischen, kanadischen und europäischen Gerichtsbarkeiten verhandelt werden, ermöglichen es den Opfern des Terrorismus, sich zu wehren.
Nitsana Darshan-Leitner setzt sich dafür ein, Antisemitismus und antiisraelischen Extremismus zu bekämpfen. Mit Shurat HaDin erwirkte sie Gerichtsbeschlüsse, um Blockaden der Gaza-Flottille zu erreichen, die die Unterstützung des Terrorismus durch verschiedene Waren erschweren. Seit Abschluss ihres Jurastudiums setzt Darshan-Leitner sich juristisch gegen die BDS-Bewegung ein.
Im Jahr 2022 wurde Darshan-Leitner in die Wahlliste der Jewish Home Party aufgenommen und belegt dort den vierten Platz. Die Partei wird dem „rechten Lager“ Israels zugeordnet, die eine politische Gruppierung, die konservative oder nationalistische Positionen vertritt, beschreibt.
Beim Terrorangriff der Hamas auf Israel am 7. Oktober 2023 wurden zahlreiche Verbrechen begangen. Nitsana Darshan-Leitner ordnete diese als Verstöße gegen die Römischen Verträge ein und bezeichnete sie als Kriegsverbrechen und Verbrechen gegen die Menschlichkeit. Nitsana Darshan-Leitner reichte eine Beschwerde gegen mehrere führende Hamas-Terroristen und gegen die Gruppierung des palästinensischen Islamischen Dschihad beim Internationalen Strafgerichtshof in Den Haag (IStGH) ein. Die Beschwerde umfasst Verstöße wie Vergewaltigungen, Entführungen, Enthauptungen und das Verbrennen bei lebendigem Leib. Mit ihrer Organisation, dem IStGH, forderte sie internationale Haftbefehle gegen die Terroristen.
Darshan-Leitner vertritt Familien der Geiseln juristisch und kritisierte die Arbeitsweise des IKRK Rote Kreuz. Das IKRK würde zu wenig für die Befreiung der Geiseln unternehmen: „Es gibt Möglichkeiten, Druck auf die Hamas auszuüben – über die Vereinten Nationen, über die rund 196 Länder, die sie finanzieren, über die Palästinensische Autonomiebehörde. Sie spielen eine wichtige Rolle, eine Rolle auf Leben und Tod, und jeder Tag und jede Stunde, die vergeht, ist entscheidend.“

## Auszeichnungen
Nitsana Darshan-Leitner wurde im Jahr 2012 mit dem Moskowitz-Preis für Zionismus ausgezeichnet und erlangte 2011 Anerkennung als eine der 50 einflussreichsten Frauen Israels. Im Jahr 2014 und 2023 wurde sie zu einer der 50 einflussreichsten Jüdinnen der Welt gewählt.

## Publikationen
- mit Samuel M. Katz: Harpoon: Inside the Covert War Against Terrorism's Money Masters. Hachette Books 2022, ISBN 978-0-31639-905-0.